# Esleve (Adelsgeschlecht)

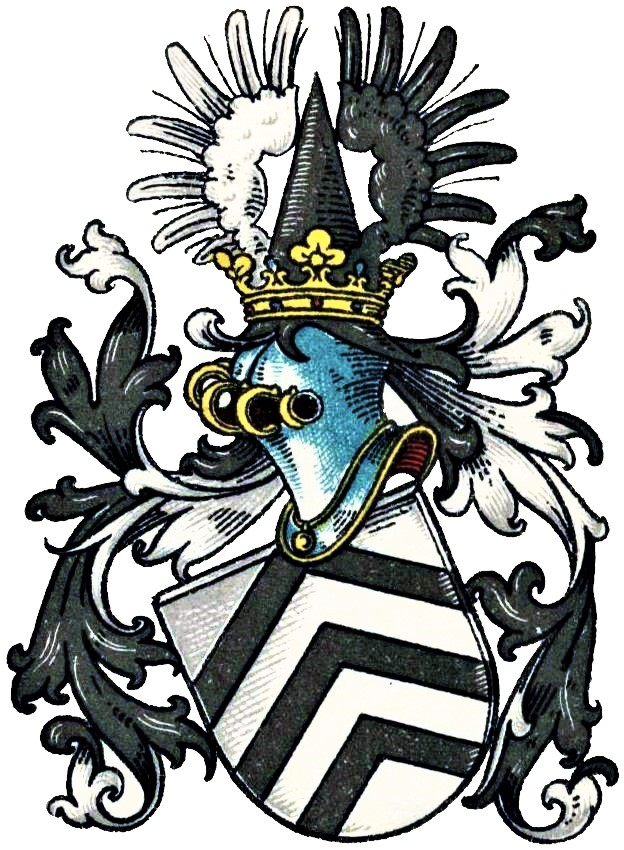
Wappen derer von Esleve im Wappenbuch des Westfälischen Adels

Esleve (auch: Esleve genannt Packstro, Esleven, Esleben, Eisleben, Eßleben o. ä.) ist der Name eines westfälischen Adelsgeschlechts.

## Geschichte
Der namensgebende Stammsitz des Geschlechts war Eslohe, einem Ort bei Meschede im Sauerland. Diesen hatte die Familie von 1200 bis 1610 im Besitz. Ferner besaß das Geschlecht Bremscheid 1596–1620 und 1500 einen Rittersitz in Meschede.
Urkundlich erscheint das Geschlecht erstmals 1212 mit Henrich von Asle. Johann und Everhard von Esleue werden 1295 genannt. Zur selben Zeit war Richard von Esleve Mönch zu Marsberg. 1313 besaßen Johann und sein Sohn Heinrich und Heidenreich von Esleve Arnsberger Lehen: Johann hatte einen Zehnt zu Westenfeld, den Echof zu Esloh mit zwei Mark Rente und den Hof Wene. Henrich von Esleve besaß eine Hufe zu Boltelinchusen und ein Haus zu Anröchte, Everhard gegen 1330 ein Viertel des Zehnten zu Westenfeld und eine Hufe zu Bollinchusen. Ferner erscheinen Rutger von Eslo 1407, Caspar von Esleve zu Cobbenrode 1500, Tönnis von Esleve gt. Paeckstro, Sohn des Johann von Esleve, 1564–1571 sowie Hermann von Esleve zu Brembschede (Bremscheid) 1563–1600 als wirklicher Großvater des Herrn von Lürwald. Ein Diedrich von Esleve beschuldigte Anfang des 17. Jahrhunderts Bauern der Hexerei, unterlag jedoch in einem langjährigen Gerichtsverfahren.
Laut Max von Spießen blühte die Familie noch 1741, war aber offenbar „ganz verarmt“.

## Persönlichkeiten
- Georg/Joergen/Jürgen von Esleve, 1549–1563 Richter zu Oedingen[7][8]
- Christoph von Esleve (1580–1646), zunächst als Benediktiner in Corvey Propst von Obermarsberg und Kemnade. Nach Konversion zum Protestantismus Oberst und Statthalter im Eichsfeld
- Dietrich von Esleve zu Leckmart, 1612–1644 Richter zu Oedingen,[9] Sohn des Johannes von Esleben, genannt Freigraf
- Maria Sybilla von Esleve, 1744 – 9. Dezember 1755 Äbtissin des Klosters Marienberg (Boppard)

Über ein weibliches Familienmitglied, Maria Anna Elisabeth geborene Esleben (1881–1950), kam der Name auch an die Familie Schneider:
- Paul Schneider-Esleben (1915–2005), Architekt, Designer und Hochschullehrer
- Florian Schneider-Esleben (1947–2020), einer der Gründer der Band Kraftwerk

## Wappen
Blasonierung: In Silber drei schwarze Sparren übereinander. Auf dem gekrönten Helm ein rechts silberner und links schwarzer offener Flug, dazwischen eine schwarze Spitze. Die Helmdecken sind schwarz-silbern.